# Валера, Алекс
А́лекс Эдуа́рдо Вале́ра Сандова́ль (исп. Alex Eduardo Valera Sandoval; род. 16 мая 1996, Ламбаеке) — перуанский футболист, нападающий клуба «Университарио» и сборной Перу.

## Клубная карьера
Алекс Валера родился 16 мая 1996 года в Ламбаеке, Перу. После игры за ряд местных молодёжных команд в 2016 году он присоединился к клубу «Пирата», а в 2017 году стал выступать за «Карлос Стейн».
Алекс вернулся в «Пирату» на заключительный этап Кубка Перу 2018, забив 7 голов и став ключевой фигурой в команде, завоевавшей трофей и получившей продвижение в профессиональный футбол. Однако футболист не остался в команде и в 2019 году присоединился к клубу «Депортиво Гарсиласо» по просьбе главного тренера команды Хуана Карлоса Басалара. В Кубке Перу 2019 клуб достигнул финальной стадии турнира, где был выбит клубом «Депортиво Льякуабамба», а сам Валера стал лучшим бомбардиром турнира.
В конце 2019 года перешёл в «Депортиво Льякуабамбу», чтобы бороться за титул Кубка Перу и продвижение в чемпионат Перу. По итогам сезона клуб финишировал вторым в плей-офф и стал участником высшего дивизиона. Валера остался в клубе на следующий сезон 2020 года в чемпионате Перу и стал одним из лучших бомбардиров по итогам года. Однако клуб вылетел из высшего дивизиона за 2 матча до конца чемпионата после поражения со счётом 6:0 от «Мельгара». По итогам сезона был признан игроком-открытием чемпионата.
После вылета «Депортиво Лякуабамбы» и яркого сезона в её составе интерес к нападающему испытывали «Депортиво Мунисипаль» и «Альянса Лима», однако в итоге
он подписал годовой контракт с «Университарио» 21 декабря 2020 года. Основной причиной присоединения к клубу футболист назвал возможность участия в Кубке Либертадорес 2021 года. Его дебют в составе команды состоялся 13 марта в первом туре сезона против «Мельгара» (1:1), а несколько дней спустя он забил свой первый гол «Академии Кантолао» (1:3).

## Карьера в сборной
Валера также занимался пляжным футболом и даже выступал за сборную Перу по пляжному футболу на Кубке Америки по пляжному футболу 2018, проходившем в Перу, где забил четыре гола. 4 октября 2020 года был вызван в сборную Перу по футболу на первые матчи отборочного турнира чемпионата мира по футболу 2022 года против Парагвая и Бразилии. Однако незадолго до матча с Бразилией Валера и Рауль Руидиас сдали положительный тест на SARS-CoV-2, в связи с чем он пропустил матч.
10 июня 2021 года нападающий был вызван в состав сборной на Кубок Америки. 17 июня дебютировал за сборную в матче группового этапа турнира против Бразилии (0:4), выйдя на замену на 67-й минуте вместо Джанлуки Лападулы и не сумев реализовать явный голевой момент. После этого выходил на поле в последнем матче группового этапа против Венесуэлы (1:0), а сборная заняла на турнире четвёртое место.

## Статистика

### Клубная
| Выступление           | Выступление      | Выступление      | Лига | Лига | Кубки | Кубки | Континент. | Континент. | Прочие | Прочие | Итого | Итого |
| Клуб                  | Лига             | Сезон            | Игры | Голы | Игры  | Голы  | Игры       | Голы       | Игры   | Голы   | Игры  | Голы  |
| --------------------- | ---------------- | ---------------- | ---- | ---- | ----- | ----- | ---------- | ---------- | ------ | ------ | ----- | ----- |
| Депортиво Льякуабамба | Лига 1           | 2020             | 21   | 9    | —     | —     | —          | —          | —      | —      | 21    | 9     |
| Депортиво Льякуабамба | Итого            | Итого            | 21   | 9    | —     | —     | —          | —          | —      | —      | 21    | 9     |
| Университарио         | Лига 1           | 2021             | 9    | 2    | —     | —     | 6          | 2          | —      | —      | 15    | 4     |
| Университарио         | Итого            | Итого            | 9    | 2    | 0     | 0     | 6          | 2          | 0      | 0      | 15    | 4     |
| Всего за карьеру      | Всего за карьеру | Всего за карьеру | 30   | 11   | 0     | 0     | 6          | 2          | 0      | 0      | 36    | 13    |

### В сборной
| Сборная | Год   | Игры | Голы |
| ------- | ----- | ---- | ---- |
| Перу    | 2021  | 2    | 0    |
| Итого   | Итого | 2    | 0    |

### Матчи за сборную
| № | Дата         | Соперник  | Счёт | Турнир             |
| 1 | 17 июня 2021 | Бразилия  | 0:4  | Кубок Америки 2021 |
| 2 | 27 июня 2021 | Венесуэла | 1:0  | Кубок Америки 2021 |

Итого: 2 матча; 1 победа, 1 поражение.

## Достижения

### Командные
Пирата
- Обладатель Кубка Перу[исп.]: 2018

### Индивидуальные
- Лучший бомбардир Кубка Перу[исп.]: 2019
- Игрок-открытие чемпионата Перу: 2020